# Sören Schröder
Sören Schröder (* 10. November 2000) ist ein deutscher Volleyballspieler.

## Karriere
Schröder spielte von 2018 bis 2025 mit dem SV Warnemünde in der Zweiten Liga Nord. In der Saison 2024/25 gelang dem Verein der Aufstieg in die erste Liga. Auch 2025/26 spielt Schröder für Warnemünde.